# Juan Carlos Castagnino
Juan Carlos Castagnino (18 de novembro de 1908 - 21 de abril de 1972) foi um pintor argentino, arquiteto, muralista e desenhista.
Nascido na vila rural de Camet, perto da cidade de Mar del Plata, estudou na Escuela de Bellas Artes de Buenos Aires, e tornou-se um discípulo de Lino Enea Spilimbergo e Cornet Ramón Gómez.
Até o final da década de 1920, ele se tornou um membro do Partido Comunista argentino. Em 1933 juntou-se a primeira corporação de artistas argentinos e mais tarde nesse ano, exibiu suas obras no Salão Nacional de Belas Artes, em Buenos Aires. Sua obra, predominantemente realista em seus primeiros anos, tornou-se mais figurativa com o passar do tempo, e embora sua filiação comunista tenha gerado inúmeros trabalhos com tons sociais, castagnino pintou uma grande variedade de quadros sobre diversos assuntos.
Junto com Antonio Berni, Spilimbergo e o muralista mexicano David Alfaro Siqueiros, criou uma série de murais para uma casa de campo que atualmente pertence ao empresário local Natalio Botana, em Don Torcuato. Castagnino viajou para Paris em 1939, onde frequentou o atelier do pintor cubista André Lhote, mais tarde viajou pela Europa para aperfeiçoar sua arte na companhia de Georges Braque, Fernand Léger e Pablo Picasso, entre outros artistas. Castagnino retornou à Argentina em 1941, onde se matriculou na Universidade de Buenos Aires e obteve uma licenciatura em arquitetura.
Ele recebeu vários prêmios nos anos seguintes, incluindo o Grande Premio de Honra do Salão Nacional Argentino (1961), a Medalha de Honra na Expo '58 (Bruxelas, 1958), e uma menção especial para os seus desenhos na II Bienal em Cidade do México (1962). Suas ilustrações para a EUDEBA (Press-Universidade de Buenos Aires) edição de Martín Fierro e José Hernández (o poema nacional da Argentina), ganhando amplo reconhecimento.
Castagnino morreu em Buenos Aires em 1972. Na sequência da sua transferência para a Vila marco Ortiz Basualdo, o Museu Municipal de Arte em sua terra natal, Mar del Plata, a que o artista tinha contribuído mais de 130 obras, foi renomeada em sua homenagem, em 1982.